# 鎌田らい樹
鎌田 らい樹（かまた らいじゅ、2003年5月17日 - ）は、日本の女優。
東京都出身。ボックスコーポレーション所属。

## 出演

### テレビドラマ
- 武道館 第7話（2016年3月19日、フジテレビ）
- 先に生まれただけの僕 第5話・第6話・最終話（2017年11月11日・18日・12月16日、日本テレビ）[2]
- 幸色のワンルーム 第8話（2018年9月9日、朝日放送テレビ） - 中学生 役
- 恋の病と野郎組 第6話（2019年8月24日、BS日テレ）
- お耳に合いましたら。第8話（2021年9月2日、テレビ東京） - 23代目らっきょう子 役
- 私の死体を探してください。（2024年9月4日 - 10月9日、テレビ東京） - 山本由樹 役[3]
- 【ドラマ10】宙わたる教室　https://www.nhk.jp/p/ts/11GMGMRG5V/ 第2話　「雲と火山のレシピ」（2024年10月15日、NHK総合） - 黒田玲奈 役

### 映画
- カノン（2016年10月1日） - 岸本紫（幼少期） 役
- さざ波ラプソディー（2017年1月20日） - 黒井マセコ 役
- 幼な子われらに生まれ（2017年8月26日） - 江崎沙織 役[4]
- 増山超能力師事務所 〜激情版は恋の味〜（2018年3月31日） - 佐々木渚（幼少期） 役
- よあけの焚き火（2019年3月2日） - 咲子 役[5]
- 命を結ぶ（2019年） - 杉田陽菜 役
- 砕け散るところを見せてあげる（2021年4月9日）
- 青葉家のテーブル（2021年6月17日） - 中田まどか 役
- かそけきサンカヨウ（2021年10月15日） - 有村みやこ 役
- 麻希のいる世界（2022年1月29日） - 岩佐優子 役[6]
- 今夜、世界からこの恋が消えても（2022年7月29日、東宝） - 透と真織のクラスメイト 役
- しまねこ（2024年9月公開予定） - チョコ 役

### 映像作品
- みんなで描く心の色（千葉県教育委員会） - 近藤理子 役[注 1][7]

### 配信ドラマ
- 青葉家のテーブル 第1話 トモダチのつくりかた - YouTube（2018年4月27日 - 、北欧、暮らしの道具店）[8]
- 拝み屋怪談（2018年8月11日 - 、ひかりTV、dTVチャンネル） - 桐島加奈江 役[9]

### CM
- JAL企業広告 がんばれ！ニッポン！（2016年6月30日 - ）
- ジョンソン・エンド・ジョンソン アキュビュー 「春は夕暮れ」篇（2018年3月1日 - ）[10]
- 積水ハウス「引退の日」篇（2019年）

### MV
- サニーデイ・サービス 「クリスマス」（2017年12月11日 - ）[11]